# Allen Henry Vigneron
Allen Henry Vigneron Kott (n. Mount Clemens, Míchigan, Estados Unidos, 21 de octubre de 1948) es un arzobispo católico, filósofo, teólogo, profesor y lingüista estadounidense.
Es el actual Arzobispo de Detroit. Ordenado sacerdote en 1975. Durante estos años ha obtenido numerosos títulos universitarios y ha ocupado diversos cargos académicos como profesor, rector, decano, rector etc.
En 1994 se le otorgó la distinción de Capellán de Su Santidad.
Luego desde 1996 a 2003 ha sido Obispo auxiliar de Detroit y titular de Sault Sainte Marie-Marquette en Míchigan. Tras ese último año fue elegido coadjutor de la diócesis de Oakland y más tarde Obispo.
Actualmente desde el 5 de enero de 2009 es el nuevo Arzobispo de Detroit y Superior Eclesiástico de las Islas Caimán.

## Biografía

### Inicios y carrera académica
Nacido en la ciudad estadounidense "Mount Clemens" del Estado de Míchigan, el día 21 de octubre de 1948.
Él es el mayor de seis hermanos.
Sus padres son Bernardo Vigneron y Elwin Kott. Proviene de ascendencia francesa por parte de su padre y alemana por su madre.
En 1970 se graduó en el Seminario Mayor del Sagrado Corazón del barrio Boulevard de Detroit, recibiendo sus grados tanto en Filosofía como en Lengua clásica.
Luego se trasladó a Italia para continuar con sus estudios y allí en 1973, se licenció en Teología por la Pontificia Universidad Gregoriana de Roma.
A su regreso a los Estados Unidos, fue ordenado sacerdote el día 26 de julio de 1975, por el cardenal Mons. John Francis Dearden. 
Tras su ordenación se desempeñó como párroco asociado de la Iglesia Nuestra Señora Reina de la Paz Iglesia en Harper Woods.
En 1977 regresó a la Gregoriana de Roma, para licenciarse en Sagrada Teología y más tarde volvió a su trabajo pastoral en los suburbios de Detroit.
Después en 1987, obtuvo un Doctorado en Filosofía por la Universidad Católica de América (CUA) de Washington D. C.. Realizando una tesis sobre el destacado filósofo Edmund Husserl.
Al mismo tiempo ejerció de profesor y decano del Seminario del Sagrado Corazón ("el mismo al que asistió de joven").
De 1991 a 1994, sirvió como funcionario de la Secretaría de Estado de la Santa Sede y como profesor adjunto en la Gregoriana.
Y a continuación, regresó al Seminario del Sagrado Corazón para ser el rector. En este cargo, destituyó a varios profesores por haberse desviado de la doctrina oficial de la iglesia.

## Episcopado
En ese último año, cabe destacar que el Papa Juan Pablo II le otorgó el título honorífico de Capellán de Su Santidad.
Ya el 12 de junio de 1996 ascendió al episcopado, cuando Juan Pablo II lo nombró Obispo auxiliar de la Arquidiócesis de Detroit y primer Obispo titular en la historia de la Sede de Sault Sainte Marie-Marquette en Míchigan.
Al ser ascendido eligió su escudo y la frase: "Aspicientes in Jesum" (en latín).
Recibió la consagración episcopal el 9 de julio, a manos de su consagrante principal: el cardenal Mons. Adam Maida; y de sus co-consagrantes: los también cardenales Mons. James Aloysius Hickey y Mons. Edmund Szoka.
Más tarde, el 10 de enero de 2003 fue nombrado Obispo coadjutor de la diócesis de Oakland en California.
Y el 1 de octubre de ese año, tras la retirada de Mons. John Stephen Cummins, pasó a sustituirlo como Obispo principal de esta sede.

### Arzobispo de Detroit
Actualmente desde el día 5 de enero de 2009, tras ser nombrado por el Papa Benedicto XVI, es el nuevo Arzobispo de la Arquidiócesis de Detroit, en sustitución del cardenal Maida.
Tomó posesión oficial el 28 de enero y recibió el palio a manos del sumo pontífice, el 29 de junio durante una ceremonia celebrada en la Basílica de San Pedro de la Ciudad del Vaticano.
Cabe destacar que es el primer arzobispo metropolitano de Detroit nacido en el mismo estado y que así mismo también es el nuevo Superior Eclesiástico de las Islas Caimán.
Al mismo tiempo ha sido elegido el 9 de junio como Presidente de la Junta de Síndicos de la Universidad Católica de América y en la Conferencia de los Obispos Católicos de los Estados Unidos, pertenece al Comité de universidades, a la Comisión para la Doctrina y el Subcomité sobre el Catecismo y es también un administrador del Centro Nacional Católico de Bioética.
Como arzobispo de Detroit, el 21 de abril de 2011 participó en una vigilia interreligiosa celebrada en el Centro Islámico de América, en Dearborn (Míchigan).
En mayo de 2019, Vigneron publicó la nota pastoral "El día del Señor". Esta nota puso fin a las prácticas deportivas y los juegos dominicales obligatorios en las escuelas católicas, con el objetivo de reorientar el sabbat hacia la oración, la familia y el descanso.
En noviembre de 2019, Vigneron fue elegido vicepresidente de la Conferencia de los Obispos Católicos de Estados Unidos (USCCB). Al final de la reunión de la USCCB de noviembre de 2020, el obispo José Gómez, presidente de la USCCB, creó un grupo de trabajo de obispos encabezado por Vigneron para formular una estrategia para lidiar con el recién elegido presidente estadounidense Joe Biden. Según el Washington Post, el trabajo del grupo condujo a un esfuerzo infructuoso de los obispos conservadores para aprobar un documento en la reunión de la USCCB de junio de 2021 que habría penalizado a los políticos católicos que apoyan el derecho al aborto para las mujeres.
Vigneron anunció en junio de 2020 que la archidiócesis estaba reestructurando 200 parroquias en 60 a 80 grupos parroquiales para lidiar con la escasez de sacerdotes.
En diciembre de 2020, una demanda acusó a Vigernon de no investigar las denuncias de abuso sexual en las escuelas de Orchard Lake, un centro educativo de la archidiócesis. Varios empleados varones habían acusado al reverendo Miroslaw Krol, canciller de Orchard Lakes, de hacerles insinuaciones sexuales. Un miembro de la junta escolar que finalmente renunció dijo que intentó llevar las acusaciones a Vigneron, también miembro de la junta. Sin embargo, Vigneron supuestamente se negó a escuchar las acusaciones porque dijo que eran de segunda mano. Ned McGrath, el portavoz de la archidiócesis, dijo que la archidiócesis no dirigía Orchard Lakes y que Krol estaba bajo la jurisdicción de la archidiócesis de Newark. En febrero de 2021, el grupo había terminado su trabajo, pero había incertidumbre sobre su informe final.
En marzo de 2021, un hombre de Michigan presentó una demanda por abuso sexual contra Vigneron y la archidiócesis. El demandante afirmó haber sido violado en 2010, cuando tenía ocho años, por Aloysius Volskis, entonces profesor de la escuela católica Bishop Kelly en Lapeer, Michigan. Volskis supuestamente le dijo al niño que tenía poder con el diablo y que mataría a su madre si el niño revelaba su abuso. Después de que una estudiante denunciara una agresión por parte de Volskis a la policía, este huyó del país. La demanda afirmaba que Vigneron y la archidiócesis fueron negligentes en su supervisión de la escuela. La archidiócesis había asignado a Volkis al obispo Kelly después de que fuera acusado de conducta sexual inapropiada en la parroquia Divine Providence en Southfield, Michigan.
El 11 de febrero de 2025, el papa Francisco aceptó la renuncia de Vigneron como arzobispo de Detroit y superior de las Islas Caimán, y nombró al obispo Edward Weisenburger para sucederlo.
Es defensor de la misa bajo el rito extraordinario la cual ha celebrado varias veces  

## Título
| Distinción              | Período | Lugar               | Otorgado por  |
| ----------------------- | ------- | ------------------- | ------------- |
| Capellán de Su Santidad | 1999    | Ciudad del Vaticano | Juan Pablo II |